# 拉脱维亚地理空间信息局
拉脱维亚地理空间信息局是拉脱维亚共和国在大地测量学，地图学和地理信息系统等领域执行国家政策的领导机构，该机构受国防部长的监督。

## 功能
该机构具有以下职能：
- 为民用和军用目的获取、维护和使用地理基础数据。
- 设计标准化的地理空间基础数据信息系统。
- 创建永久性全球定位基站并保持其运行